# Peggy Schwarz
Peggy Schwarz (Berlim, 4 de setembro de 1971) é uma ex-patinadora artística alemã. Ela conquistou com Mirko Müller uma medalha de bronze em campeonatos mundiais e foi tricampeão do campeonato nacional alemão. Schwarz e Müller disputaram os Jogos Olímpicos de Inverno de 1998, onde terminaram na nona posição. Com Alexander König ela conquistou uma medalha de bronze em campeonatos europeus e foi campeã do campeonato nacional alemão e alemão oriental. Schwarz e König disputaram os Jogos Olímpicos de Inverno de 1988, de 1992 e de 1994, onde terminaram na sétima primeira posição, nas três edições.

## Principais resultados

### Duplas

#### Com Mirko Müller
| Resultados                                                                                   | Resultados       | Resultados        | Resultados       | Resultados      | Resultados    | Resultados    | Resultados    | Resultados    | Resultados    | Resultados    | Resultados    | Resultados    | Resultados    |
| Internacional                                                                                | Internacional    | Internacional     | Internacional    | Internacional   | Internacional | Internacional | Internacional | Internacional | Internacional | Internacional | Internacional | Internacional | Internacional |
| Evento/Temporada                                                                             | 1996– 1997       | 1997– 1998        | 1998– 1999       | 1999– 2000      |               |               |               |               |               |               |               |               |               |
| -------------------------------------------------------------------------------------------- | ---------------- | ----------------- | ---------------- | --------------- | ------------- | ------------- | ------------- | ------------- | ------------- | ------------- | ------------- | ------------- | ------------- |
| Jogos Olímpicos                                                                              |                  | 9.ª               |                  |                 |               |               |               |               |               |               |               |               |               |
| Campeonato Mundial                                                                           | 10.ª             | Medalha de bronze | 8.ª              | 8.ª             |               |               |               |               |               |               |               |               |               |
| Campeonato Europeu                                                                           | 6.ª              | 5.ª               | 4.ª              | 4.ª             |               |               |               |               |               |               |               |               |               |
| CS Nations Cup                                                                               |                  | 4.ª               |                  |                 |               |               |               |               |               |               |               |               |               |
| CS NHK Trophy                                                                                |                  | Medalha de bronze | Medalha de prata |                 |               |               |               |               |               |               |               |               |               |
| CS Skate Canada International                                                                | WD               |                   |                  |                 |               |               |               |               |               |               |               |               |               |
| Nacional                                                                                     |                  |                   |                  |                 |               |               |               |               |               |               |               |               |               |
| Campeonato Alemão                                                                            | Medalha de prata | Medalha de ouro   | Medalha de ouro  | Medalha de ouro |               |               |               |               |               |               |               |               |               |
|                                                                                              |                  |                   |                  |                 |               |               |               |               |               |               |               |               |               |
| Legenda: CS = Champions Series; WD = Abandonou; Competição não foi disputada nesta temporada |                  |                   |                  |                 |               |               |               |               |               |               |               |               |               |

#### Com Alexander König
| Resultados                                                            | Resultados        | Resultados        | Resultados       | Resultados        | Resultados       | Resultados        | Resultados    | Resultados       | Resultados    | Resultados    | Resultados    | Resultados    | Resultados    |
| Internacional                                                         | Internacional     | Internacional     | Internacional    | Internacional     | Internacional    | Internacional     | Internacional | Internacional    | Internacional | Internacional | Internacional | Internacional | Internacional |
| Evento/Temporada                                                      | 1986– 1987        | 1987– 1988        | 1988– 1989       | 1989– 1990        | 1990– 1991       | 1991– 1992        | 1992– 1993    | 1993– 1994       |               |               |               |               |               |
| --------------------------------------------------------------------- | ----------------- | ----------------- | ---------------- | ----------------- | ---------------- | ----------------- | ------------- | ---------------- | ------------- | ------------- | ------------- | ------------- | ------------- |
| Jogos Olímpicos                                                       |                   | 7.ª               |                  |                   |                  | 7.ª               |               | 7.ª              |               |               |               |               |               |
| Campeonato Mundial                                                    |                   |                   | 4.ª              | 10.ª              | 7.ª              | 6.ª               | 12.ª          | 9.ª              |               |               |               |               |               |
| Campeonato Europeu                                                    |                   | Medalha de bronze |                  | 4.ª               |                  | 5.ª               | 5.ª           | 7.ª              |               |               |               |               |               |
| Nations Cup                                                           |                   |                   |                  | Medalha de prata  |                  |                   |               |                  |               |               |               |               |               |
| NHK Trophy                                                            |                   |                   |                  |                   | 7.ª              |                   |               |                  |               |               |               |               |               |
| Skate America                                                         |                   |                   |                  | Medalha de bronze |                  | Medalha de bronze |               |                  |               |               |               |               |               |
| Skate Canada International                                            |                   |                   | Medalha de prata | 4.ª               |                  |                   |               |                  |               |               |               |               |               |
| Nacional                                                              |                   |                   |                  |                   |                  |                   |               |                  |               |               |               |               |               |
| Campeonato Alemão                                                     |                   |                   |                  |                   | Medalha de prata | Medalha de ouro   | WD            | Medalha de prata |               |               |               |               |               |
| Campeonato Alemão Oriental                                            | Medalha de bronze | Medalha de ouro   |                  |                   |                  |                   |               |                  |               |               |               |               |               |
|                                                                       |                   |                   |                  |                   |                  |                   |               |                  |               |               |               |               |               |
| Legenda: WD = Abandonou; Competição não foi disputada nesta temporada |                   |                   |                  |                   |                  |                   |               |                  |               |               |               |               |               |